# Tři mušketýři: D'Artagnan
Tři mušketýři: D'Artagnan (v originále Les Trois Mousquetaires : D'Artagnan) je francouzsko-německo-španělsko-belgický hraný film z roku 2023, který režíroval Martin Bourboulon podle stejnojmenného románu Alexandra Dumase. Snímek měl světovou premiéru dne 23. března 2023. Film má pokračování s názvem Tři mušketýři: Milady.

## Děj
D'Artagnan je ponechán napospas smrti poté, co se pokusil zachránit mladou ženu před únosem. Jakmile dorazí do Paříže, snaží se všemi prostředky najít své útočníky a přitom jde za svým snem stát se královským mušketýrem. Zde ho Athos, Porthos a Aramis postupně vyzvou na souboj, ale po střetu s kardinálovými strážemi se jejich spor s d'Artagnanem změní v přátelství. D'Artagnana jeho pátrání zavede do skutečné války, kde je v sázce budoucnost království, na pozadí napětí mezi katolíky a protestanty a mezi Francií a Anglií.

## Obsazení
| François Civil         | D'Artagnan                         |
| Vincent Cassel         | Athos                              |
| Romain Duris           | Aramis                             |
| Pio Marmaï             | Porthos                            |
| Eva Greenová           | Milady de Winter                   |
| Lyna Khoudri           | Constance Bonacieux                |
| Louis Garrel           | Ludvík XIII.                       |
| Vicky Kriepsová        | Anna Rakouská                      |
| Jacob Fortune-Lloyd    | vévoda z Buckinghamu               |
| Patrick Mille          | vévoda de Chalais                  |
| Marc Barbé             | kapitán de Tréville                |
| Julien Frison          | Gaston Orleánský                   |
| Éric Ruf               | kardinál Richelieu                 |
| Dominique Valadié      | Marie Medicejská                   |
| Thibault Vinçon        | Horace Saint Blancard              |
| Gabriel Almaer         | Benjamin de La Fère, Athosův bratr |
| Raynaldo Houy Delattre | hrabě de Rochefort                 |
| Laurent Claret         | de Monfort                         |
| Nicolas Vaude          | soudce                             |
| Charlotte Ranson       | Isabelle de Valcour                |